# Ганнес Лер
Ганнес Лер (нім. Hannes Löhr, нар. 5 липня 1942, Айторф — пом. 29 лютого 2016, Кельн) — німецький футболіст, що грав на позиції нападника. По завершенні ігрової кар'єри — футбольний тренер.
Виступав, зокрема, за «Кельн», з яким став чемпіоном і триразовим володарем Кубка Німеччини, а також національну збірну Німеччини, у складі якої став чемпіоном Європи.

## Клубна кар'єра
Розпочав займатись футболом 1951 року у команді «Айторф 09» зі свого рідного міста. З 1962 року став виступати за «Шпортфройнде 05», за який провів по одному сезоні у першому та другому Німецькому дивізіонах.

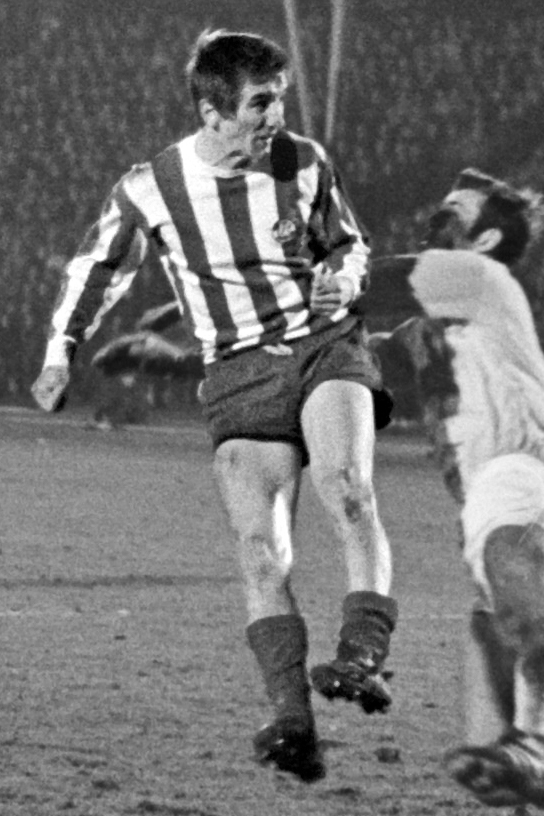
Ганнес Лер під час виступів за «Кельн». 27 листопада 1968 року.

1964 року перейшов в «Кельн», кольори якого і захищав до кінці своєї кар'єри гравця, що тривала цілих п'ятнадцять років. Більшість часу, проведеного у складі «Кельна», був основним гравцем атакувальної ланки команди і одним з головних бомбардирів команди, маючи середню результативність на рівні 0,44 голу за гру першості. Вигравав чемпіонат і Кубок Німеччини. У 1968 році став кращим бомбардиром чемпіонату Німеччини, забивши 27 м'ячів, також чотири рази ставав найкращим бомбардиром національного кубка.

## Виступи за збірну
22 лютого 1967 року дебютував в офіційних матчах у складі національної збірної Німеччини в товариській грі проти збірної Марокко (5:1).
У складі збірної був учасником чемпіонату світу 1970 року у Мексиці, на якому команда здобула бронзові нагороди, та чемпіонату Європи 1972 року у Бельгії, здобувши того року титул континентального чемпіона.
Протягом кар'єри у національній команді, яка тривала 6 років, провів у формі головної команди країни 20 матчів, забивши 5 голів.

## Кар'єра тренера
По завершенні ігрової кар'єри став помічником головного тренера, а 1983 року очолив тренерський штаб «Кельна», де пропрацював три роки.
Після цього 1986 року очолив молодіжну збірну ФРН, з якою у 1988 році став бронзовим призером Олімпіади. Варто відзначити, що молодіжку (1990 року — об'єднаної Німеччини) він тренував цілих 16 років і за цей час через нього пройшло кілька поколінь німецьких гравців.
Помер 29 лютого 2016 року на 74-му році життя у місті Кельн.

## Статистика виступів
| Клуб              | Сезон             | Ліга | Ліга | Кубок ФРН | Кубок ФРН | Єврокубки | Єврокубки | Разом | Разом |
| Клуб              | Сезон             | Ігри | Голи | Ігри      | Голи      | Ігри      | Голи      | Ігри  | Голи  |
| ----------------- | ----------------- | ---- | ---- | --------- | --------- | --------- | --------- | ----- | ----- |
| Шпортфройнде 05   | 1962/63           | 24   | 18   | 0         | 0         | -         | -         | 24    | 18    |
| Шпортфройнде 05   | 1963/64           | 36   | 35   | 0         | 0         | -         | -         | 36    | 35    |
| Шпортфройнде 05   | Разом             | 60   | 53   | 0         | 0         | 0         | 0         | 60    | 53    |
| Кельн             | 1964/65           | 17   | 5    | 1         | 0         | 4         | 1         | 22    | 6     |
| Кельн             | 1965/66           | 33   | 18   | 3         | 2         | 6         | 6         | 42    | 26    |
| Кельн             | 1966/67           | 32   | 13   | 4         | 0         | 0         | 0         | 36    | 13    |
| Кельн             | 1967/68           | 34   | 27   | 7         | 5         | 4         | 2         | 45    | 34    |
| Кельн             | 1968/69           | 20   | 7    | 1         | 0         | 4         | 3         | 25    | 10    |
| Кельн             | 1969/70           | 32   | 19   | 6         | 6         | 0         | 0         | 38    | 25    |
| Кельн             | 1970/71           | 24   | 8    | 4         | 3         | 6         | 0         | 34    | 11    |
| Кельн             | 1971/72           | 32   | 9    | 7         | 7         | 4         | 1         | 43    | 17    |
| Кельн             | 1972/73           | 28   | 10   | 9         | 8         | 4         | 5         | 41    | 23    |
| Кельн             | 1973/74           | 31   | 16   | 3         | 1         | 8         | 4         | 42    | 21    |
| Кельн             | 1974/75           | 33   | 11   | 3         | 1         | 9         | 5         | 45    | 17    |
| Кельн             | 1975/76           | 30   | 15   | 5         | 3         | 4         | 1         | 39    | 19    |
| Кельн             | 1976/77           | 27   | 7    | 8         | 3         | 3         | 1         | 38    | 11    |
| Кельн             | 1977/78           | 8    | 1    | 4         | 0         | 2         | 1         | 14    | 2     |
| Кельн             | Разом             | 381  | 166  | 65        | 39        | 58        | 30        | 504   | 235   |
| Всього за кар'єру | Всього за кар'єру | 441  | 219  | 65        | 39        | 58        | 30        | 564   | 288   |

## Титули і досягнення

### Як гравця
- Чемпіон Німеччини (1):

«Кельн»: 1977/78
- Володар Кубка Німеччини (3):

«Кельн»: 1968, 1976/77, 1977/78
- Чемпіон Європи (1):

ФРН: 1972
- Бронзовий олімпійський призер: 1988
- Бронзовий призер чемпіонату світу: 1970

### Особисті досягнення
- Найкращий бомбардир німецької Бундесліги: 1968
- Найкращий бомбардир Кубка Німеччини: 1968, 1970, 1971/72, 1972/73
- Найкращий бомбардир «Кельна» в німецькій Бундеслізі: 166 голів